# Nederland op de Olympische Zomerspelen 2024
Nederland nam deel aan de Olympische Zomerspelen 2024 in Parijs. De chef de mission van de Nederlandse olympische ploeg was Pieter van den Hoogenband.
De editie van 2024 was voor Nederland de meest succesvolle ooit. Er werden vijftien gouden medailles behaald, plus zeven zilveren en twaalf bronzen medailles. Nederland eindigde daarmee op de zesde plaats in het medailleklassement. Dat was nog een plek hoger dan bij de vorige editie, en de hoogste notering op de zomerspelen.
De Nederlandse roeiploeg eindigde op de eerste plaats in het medailleklassement.

## Aantal atleten
De onderstaande atleten hadden zich gekwalificeerd voor de Olympische Zomerspelen van 2024.
| Sport            | Mannen | Vrouwen | Totaal |
| ---------------- | ------ | ------- | ------ |
| Atletiek         | 17     | 23      | 40     |
| Badminton        | 1      | 1       | 2      |
| Basketbal        | 4      | 0       | 4      |
| Boksen           | 0      | 1       | 1      |
| Boogschieten     | 1      | 3       | 4      |
| Breaking         | 2      | 1       | 3      |
| Golf             | 0      | 1       | 1      |
| Gymnastiek       | 5      | 5       | 10     |
| Handbal          | 0      | 14      | 14     |
| Hockey           | 18     | 17      | 35     |
| Judo             | 5      | 5       | 10     |
| Kanovaren        | 1      | 4       | 5      |
| Paardensport     | 4      | 5       | 9      |
| Roeien           | 19     | 14      | 33     |
| Schermen         | 1      | 0       | 1      |
| Schoonspringen   | 0      | 1       | 1      |
| Skateboarden     | 0      | 2       | 2      |
| Synchroonzwemmen | 0      | 2       | 2      |
| Tafeltennis      | 0      | 1       | 1      |
| Tennis           | 4      | 2       | 6      |
| Triatlon         | 2      | 2       | 4      |
| Volleybal        | 4      | 14      | 18     |
| Waterpolo        | 0      | 13      | 13     |
| Wielersport      | 10     | 14      | 24     |
| Zeilen           | 5      | 6       | 11     |
| Zwemmen          | 8      | 12      | 20     |
| Totaal           | 111    | 163     | 274    |

## Medailleoverzicht
| Sport            | Olympiër(s) | Onderdeel            | Medaille | Datum       |
| ---------------- | --- | -------------------- | -------- | ----------- |
| Atletiek         | Lieke Klaver Isaya Klein Ikkink Eugene Omalla Cathelijn Peeters Femke Bol | 4×400 m (g)          | goud     | 3 augustus  |
| Atletiek         | Sifan Hassan | Marathon (v)         | goud     | 11 augustus |
| Basketbal        | Jan Driessen Dimeo van der Horst Arvin Slagter Worthy de Jong | 3x3 (m)              | goud     | 5 augustus  |
| Hockey           | Hockeyteam mannen Seve van Ass Lars Balk Koen Bijen Pirmin Blaak (K) Justen Blok Thierry Brinkman Jorrit Croon Thijs van Dam Jonas de Geus Steijn van Heijningen Tjep Hoedemakers Jip Janssen Floris Middendorp Joep de Mol Tijmen Reyenga Duco Telgenkamp Derck de Vilder Floris Wortelboer | mannen               | goud     | 8 augustus  |
| Hockey           | Hockeyteam vrouwen Pien Dicke Felice Albers Joosje Burg Luna Fokke Yibbi Jansen Marleen Jochems Sanne Koolen Renée van Laarhoven Frédérique Matla Freeke Moes Laura Nunnink Lisa Post Pien Sanders Marijn Veen Anne Veenendaal (K) Maria Verschoor Xan de Waard                              | vrouwen              | goud     | 9 augustus  |
| Roeien           | Koen Metsemakers Tone Wieten Finn Florijn Lennart van Lierop | Dubbel-vier (m)      | goud     | 31 juli     |
| Roeien           | Benthe Boonstra Tinka Offereins Hermijntje Drenth Marloes Oldenburg | Vier-zonder (v)      | goud     | 1 augustus  |
| Roeien           | Ymkje Clevering Veronique Meester | Twee-zonder (v)      | goud     | 2 augustus  |
| Roeien           | Karolien Florijn | Skiff (v)            | goud     | 3 augustus  |
| Wielersport      | Roy van den Berg Jeffrey Hoogland Harrie Lavreysen | Teamsprint (m)       | goud     | 6 augustus  |
| Wielersport      | Harrie Lavreysen | Sprint (m)           | goud     | 9 augustus  |
| Wielersport      | Harrie Lavreysen | Keirin (m)           | goud     | 11 augustus |
| Zeilen           | Odile van Aanholt Annette Duetz | 49erFX (v)           | goud     | 2 augustus  |
| Zeilen           | Marit Bouwmeester | ILCA 6 (v)           | goud     | 7 augustus  |
| Zwemmen          | Sharon van Rouwendaal | 10 km open water (v) | goud     | 8 augustus  |
|                  | |                      |          |             |
| Atletiek         | Lieke Klaver Lisanne de Witte Myrte van der Schoot Eveline Saalberg Femke Bol Cathelijn Peeters | 4×400 m (v)          | zilver   | 10 augustus |
| Roeien           | Bente Paulis Laila Youssifou Tessa Dullemans Roos de Jong | Dubbel-vier (v)      | zilver   | 31 juli     |
| Roeien           | Melvin Twellaar Stef Broenink | Dubbel-twee (m)      | zilver   | 1 augustus  |
| Roeien           | Mick Makker Gert-Jan van Doorn Jacob van de Kerkhof Sander de Graaf Jan van der Bij Ruben Knab Olav Molenaar Ralf Rienks Dieuwke Fetter (stuurvrouw) | Acht (m)             | zilver   | 3 augustus  |
| Wielersport      | Manon Veenstra | BMX (v)              | zilver   | 2 augustus  |
| Wielersport      | Marianne Vos | Wegwedstrijd (v)     | zilver   | 4 augustus  |
| Wielersport      | Hetty van de Wouw | Keirin (v)           | zilver   | 8 augustus  |
|                  | |                      |          |             |
| Atletiek         | Sifan Hassan | 5000 m (v)           | brons    | 5 augustus  |
| Atletiek         | Sifan Hassan | 10000 m (v)          | brons    | 9 augustus  |
| Atletiek         | Femke Bol | 400 m horden (v)     | brons    | 8 augustus  |
| Paardensport     | Maikel van der Vleuten | Springen individueel | brons    | 6 augustus  |
| Roeien           | Simon van Dorp | Skiff (m)            | brons    | 3 augustus  |
| Synchroonzwemmen | Noortje de Brouwer Bregje de Brouwer | Duet                 | brons    | 10 augustus |
| Waterpolo        | Waterpoloploeg vrouwen Laura Aarts Nina ten Broek Sarah Buis Kitty Lynn Joustra Maartje Keuning Simone van de Kraats Lola Moolhuijzen Bente Rogge Lieke Rogge Vivian Sevenich Brigitte Sleeking Sabrina van der Sloot Iris Wolves                                                            | vrouwen              | brons    | 10 augustus |
| Wielersport      | Lisa van Belle Maike van der Duin | Koppelkoers (v)      | brons    | 9 augustus  |
| Zeilen           | Luuc van Opzeeland | IQFoil (m)           | brons    | 3 augustus  |
| Zeilen           | Annelous Lammerts | Formula Kite (v)     | brons    | 8 augustus  |
| Zwemmen          | Caspar Corbeau | 200 m schoolslag (m) | brons    | 31 juli     |
| Zwemmen          | Tes Schouten | 200 m schoolslag (v) | brons    | 1 augustus  |

## Deelnemers en resultaten

### Atletiek

#### Loopnummers
De Nederlandse lopers wisten zich te plaatsen voor het Olympisch Atletiektoernooi door de gevraagde kwalificatietijden te lopen op de voorbereidende evenementen. 
Mannen
| Atlete(n)                                             | Onderdeel    | Voorrondes | Voorrondes | Herkansing | Herkansing | Halve finale   | Halve finale   | Finale         | Finale         |
| Atlete(n)                                             | Onderdeel    | Tijd       | Plaats     | Tijd       | Plaats     | Tijd           | Plaats         | Tijd           | Plaats         |
| ----------------------------------------------------- | ------------ | ---------- | ---------- | ---------- | ---------- | -------------- | -------------- | -------------- | -------------- |
| Ryan Clarke                                           | 800 m        | 1.45,56    | 13         | 1.44,70    | 5          | niet geplaatst | niet geplaatst | niet geplaatst | niet geplaatst |
| Niels Laros                                           | 1500 m       | 3.35,38    | 4 Q        | n.v.t.     | n.v.t.     | 3.32,22        | 4 Q            | 3.29,54        | 6              |
| Stefan Nillessen                                      | 1500 m       | 3.36,77    | 20 Q       | n.v.t.     | n.v.t.     | 3.32,73        | 11 Q           | 3.30,75        | 9              |
| Mike Foppen                                           | 5000 m       | 14.37,34   | 38 Qr      | n.v.t.     | n.v.t.     | n.v.t.         | n.v.t.         | 13.21,56       | 13             |
| Nick Smidt                                            | 400 m horden | 48,64      | 12 Q       | n.v.t.     | n.v.t.     | 49,61          | 20             | niet geplaatst | niet geplaatst |
| Khalid Choukoud                                       | Marathon     | n.v.t.     | n.v.t.     | n.v.t.     | n.v.t.     | n.v.t.         | n.v.t.         | 2:15.25        | 58             |
| Abdi Nageeye                                          | Marathon     | n.v.t.     | n.v.t.     | n.v.t.     | n.v.t.     | n.v.t.         | n.v.t.         | niet gefinisht | 66             |
| Onyema Adigida Elvis Afrifa Taymir Burnet Nsikak Ekpo | 4×100 m      | 38,48      | 12         | n.v.t.     | n.v.t.     | n.v.t.         | n.v.t.         | niet geplaatst | niet geplaatst |

Vrouwen
| Atlete(s)                                                                                       | Onderdeel    | Voorrondes | Voorrondes | Herkansing | Herkansing | Halve finale | Halve finale | Finale         | Finale         |
| Atlete(s)                                                                                       | Onderdeel    | Tijd       | Plaats     | Tijd       | Plaats     | Tijd         | Plaats       | Tijd           | Plaats         |
| ----------------------------------------------------------------------------------------------- | ------------ | ---------- | ---------- | ---------- | ---------- | ------------ | ------------ | -------------- | -------------- |
| Tasa Jiya                                                                                       | 200 m        | 22,74      | 12 Q       | n.v.t.     | n.v.t.     | 22,81        | 19           | niet geplaatst | niet geplaatst |
| Lieke Klaver                                                                                    | 400 m        | 49,96      | 4 Q        | n.v.t.     | n.v.t.     | 50,44        | 10           | niet geplaatst | niet geplaatst |
| Sifan Hassan                                                                                    | 5000 m       | 14.57,65   | 2 Q        | n.v.t.     | n.v.t.     | n.v.t.       | n.v.t.       | 14.30,61       | Brons          |
| Maureen Koster                                                                                  | 5000 m       | 15.03,66   | 19         | n.v.t.     | n.v.t.     | n.v.t.       | n.v.t.       | niet geplaatst | niet geplaatst |
| Diane van Es                                                                                    | 10 000 m     | n.v.t.     | n.v.t.     | n.v.t.     | n.v.t.     | n.v.t.       | n.v.t.       | 31.25,52       | 16             |
| Sifan Hassan                                                                                    | 10 000 m     | n.v.t.     | n.v.t.     | n.v.t.     | n.v.t.     | n.v.t.       | n.v.t.       | 30.44,12       | Brons          |
| Maayke Tjin A-Lim                                                                               | 100 m horden | 12,98      | 28         | 12,87      | 5 Q        | 13,03        | 21           | niet geplaatst | niet geplaatst |
| Nadine Visser                                                                                   | 100 m horden | 12,53      | 3 Q        | n.v.t.     | n.v.t.     | 12,43        | 5 Q          | 12,43          | 4              |
| Femke Bol                                                                                       | 400 m horden | 53,38      | 1 Q        | n.v.t.     | n.v.t.     | 52,57        | 2 Q          | 52,13          | Brons          |
| Cathelijn Peeters                                                                               | 400 m horden | 54,84      | 15 Q       | n.v.t.     | n.v.t.     | 55,20        | 19           | niet geplaatst | niet geplaatst |
| Sifan Hassan                                                                                    | Marathon     | n.v.t.     | n.v.t.     | n.v.t.     | n.v.t.     | n.v.t.       | n.v.t.       | 2:22.55        | Goud           |
| Anne Luijten                                                                                    | Marathon     | n.v.t.     | n.v.t.     | n.v.t.     | n.v.t.     | n.v.t.       | n.v.t.       | 2:33.42        | 50             |
| Isabel van den Berg Minke Bisschops Marije van Hunenstijn Tasa Jiya                             | 4×100 m      | 42,64      | 8 Q        | n.v.t.     | n.v.t.     | n.v.t.       | n.v.t.       | 42,74          | 7              |
| Femke Bol Lieke Klaver Eveline Saalberg Myrte van der Schoot Lisanne de Witte Cathelijn Peeters | 4×400 m      | 3.25,03    | 6 Q        | n.v.t.     | n.v.t.     | n.v.t.       | n.v.t.       | 3.19,50        | Zilver         |

Gemengd
Loopnummers
| atleet                                                                    | onderdeel | series  | series | kwartfinale | kwartfinale | halve finale | halve finale | finale  | finale |
| atleet                                                                    | onderdeel | tijd    | rang   | tijd        | rang        | tijd         | rang         | tijd    | rang   |
| ------------------------------------------------------------------------- | --------- | ------- | ------ | ----------- | ----------- | ------------ | ------------ | ------- | ------ |
| Lieke Klaver Isaya Klein Ikkink Eugene Omalla Cathelijn Peeters Femke Bol | 4×400 m   | 3.10,81 | 5 Q    | n.v.t.      | n.v.t.      | n.v.t.       | n.v.t.       | 3.07,43 | Goud   |

#### Technische nummers
Mannen
| Atlete(s)         | Onderdeel            | Kwalificatie | Kwalificatie | Finale         | Finale         |
| Atlete(s)         | Onderdeel            | Afstand      | Plaats       | Afstand        | Plaats         |
| ----------------- | -------------------- | ------------ | ------------ | -------------- | -------------- |
| Menno Vloon       | Polsstokhoogspringen | 5,75         | 6 Q          | 5,70           | 11             |
| Denzel Comenentia | Kogelslingeren       | 74,31        | 14           | niet geplaatst | niet geplaatst |

Vrouwen
| Atlete(s)           | Onderdeel    | Kwalificatie | Kwalificatie | Finale         | Finale         |
| Atlete(s)           | Onderdeel    | Afstand      | Plaats       | Afstand        | Plaats         |
| ------------------- | ------------ | ------------ | ------------ | -------------- | -------------- |
| Pauline Hondema     | Verspringen  | 6,55         | 14           | niet geplaatst | niet geplaatst |
| Alida van Daalen    | Discuswerpen | 62,19        | 16           | niet geplaatst | niet geplaatst |
| Jorinde van Klinken | Discuswerpen | 64,81        | 5 Q          | 63,35          | 7              |
| Alida van Daalen    | Kogelstoten  | 16,53        | 26           | niet geplaatst | niet geplaatst |
| Jorinde van Klinken | Kogelstoten  | 16,35        | 28           | niet geplaatst | niet geplaatst |
| Jessica Schilder    | Kogelstoten  | 18,92        | 4 Q          | 18,91          | 6              |

Meerkamp
| Atlete(n)   | Onderdeel | Individuele onderdelen | Individuele onderdelen | Individuele onderdelen | Individuele onderdelen | Individuele onderdelen | Individuele onderdelen | Individuele onderdelen | Individuele onderdelen | Individuele onderdelen | Individuele onderdelen | Individuele onderdelen | Totaal | Plaats |
| Atlete(n)   | Onderdeel |                        | 100 m                  | vs                     | ks                     | hs                     | 400 m                  | 110 h                  | dw                     | ph                     | sw                     | 1500 m                 | Totaal | Plaats |
| ----------- | --------- | ---------------------- | ---------------------- | ---------------------- | ---------------------- | ---------------------- | ---------------------- | ---------------------- | ---------------------- | ---------------------- | ---------------------- | ---------------------- | ------ | ------ |
| Sven Roosen | Tienkamp  | Resultaat              | 10,52                  | 7,56                   | 15,10                  | 1,87                   | 46,40                  | 13,99                  | 46,88                  | 4,70                   | 63,72                  | 4.18,55                | 8607   | 4      |
| Sven Roosen | Tienkamp  | Punten                 | 970                    | 950                    | 796                    | 687                    | 988                    | 976                    | 806                    | 819                    | 794                    | 821                    | 8607   | 4      |
| Rik Taam    | Tienkamp  | Resultaat              | 10,64                  | 7,27                   | 14,27                  | 1,93                   | 47,73                  | 14,78                  | 39,31                  | 4,70                   | 57,08                  | 4.24,82                | 8046   | 16     |
| Rik Taam    | Tienkamp  | Punten                 | 942                    | 878                    | 745                    | 740                    | 922                    | 876                    | 651                    | 819                    | 694                    | 779                    | 8046   | 16     |

| Atlete(s)        | Onderdeel | Individuele onderdelen | Individuele onderdelen | Individuele onderdelen | Individuele onderdelen | Individuele onderdelen | Individuele onderdelen | Individuele onderdelen | Individuele onderdelen | Totaal | Plaats |
| Atlete(s)        | Onderdeel |                        | 100 h                  | hs                     | ks                     | 200 m                  | vs                     | sw                     | 800 m                  | Totaal | Plaats |
| ---------------- | --------- | ---------------------- | ---------------------- | ---------------------- | ---------------------- | ---------------------- | ---------------------- | ---------------------- | ---------------------- | ------ | ------ |
| Sofie Dokter     | Zevenkamp | Resultaat              | 13,57                  | 1,86                   | 13,97                  | 23,73                  | 6,26                   | 42,46                  | 2.13,52                | 6452   | 6      |
| Sofie Dokter     | Zevenkamp | Punten                 | 1040                   | 1054                   | 792                    | 1007                   | 930                    | 715                    | 914                    | 6452   | 6      |
| Emma Oosterwegel | Zevenkamp | Resultaat              | 13,41                  | 1,74                   | 14,54                  | 24,35                  | 5,68                   | 52,39                  | 2.08,67                | 6386   | 7      |
| Emma Oosterwegel | Zevenkamp | Punten                 | 1063                   | 903                    | 830                    | 947                    | 753                    | 906                    | 984                    | 6386   | 7      |
| Anouk Vetter     | Zevenkamp | Resultaat              | 13,49                  | 1,74                   | 15,07                  | 24,36                  | 6,12                   | niet gestart           | niet gestart           | 4654   | 22     |
| Anouk Vetter     | Zevenkamp | Punten                 | 1052                   | 903                    | 866                    | 946                    | 887                    | 0                      | 0                      | 4654   | 22     |

### Badminton
Vrouwen
| Badminton(st)er(s)         | Onderdeel     | Groepsfase                                            | Groepsfase                          | Groepsfase                              | Kwartfinale          | Halve finale         | Finale               | Plaats         |
| Badminton(st)er(s)         | Onderdeel     | Tegenstander Uitslag                                  | Tegenstander Uitslag                | Tegenstander Uitslag                    | Tegenstander Uitslag | Tegenstander Uitslag | Tegenstander Uitslag | Plaats         |
| -------------------------- | ------------- | ----------------------------------------------------- | ----------------------------------- | --------------------------------------- | -------------------- | -------------------- | -------------------- | -------------- |
| Robin Tabeling Selena Piek | gemengddubbel | D. Puavaranukroh / S. Taerattanachai V (14-21, 16-21) | Seo S-J / Chae Y-J V (16-21, 12-21) | K. Mammeri / T. Mammeri W (21-18, 21-9) | niet geplaatst       | niet geplaatst       | niet geplaatst       | niet geplaatst |

### Basketbal
Mannen
| Olympiër                                                      | Onderdeel | Resultaat |
| ------------------------------------------------------------- | --------- | --------- |
| Jan Driessen Dimeo van der Horst Arvin Slagter Worthy de Jong | 3x3       | Goud      |

| Pos | Team             | Wed | W | V | Ptn | PV  | PT  | +/− | Kwalificatie  |
| --- | ---------------- | --- | - | - | --- | --- | --- | --- | ------------- |
| 1   | Letland          | 7   | 7 | 0 | 14  | 147 | 103 | +44 | Halve finales |
| 2   | Nederland        | 7   | 5 | 2 | 12  | 133 | 112 | +21 | Halve finales |
| 3   | Litouwen         | 7   | 4 | 3 | 11  | 134 | 125 | +9  | Play-in       |
| 4   | Servië           | 7   | 4 | 3 | 11  | 129 | 123 | +6  | Play-in       |
| 5   | Frankrijk (G)    | 7   | 3 | 4 | 10  | 131 | 132 | −1  | Play-in       |
| 6   | Polen            | 7   | 2 | 5 | 9   | 116 | 139 | −23 | Play-in       |
| 7   | Verenigde Staten | 7   | 2 | 5 | 9   | 116 | 138 | −22 |               |
| 8   | China            | 7   | 1 | 6 | 8   | 107 | 141 | −34 |               |

|  | Play-in    | Play-in        |            |    | Halve finales | Halve finales |              |  | Finale | Finale |
|  |            |                |            |    |               |               |              |  |        |        |
|  | 4 augustus |                |            |    |               |               |              |  |        |        |
|  |            |                |            |    |               |               |              |  |        |        |
|  | Servië     | 19             |            |    |               |               |              |  |        |        |
|  | Servië     | 19             | 5 augustus |    |               |               |              |  |        |        |
|  | Frankrijk  | 22             |            |    |               |               |              |  |        |        |
|  | Frankrijk  | 22             | Letland    | 14 |               |               |              |  |        |        |
|  |            |                | Letland    | 14 |               |               |              |  |        |        |
|  |            |                | Frankrijk  | 21 |               |               |              |  |        |        |
|  |            |                | Frankrijk  | 21 |               |               |              |  |        |        |
|  |            |                | 5 augustus |    |               |               |              |  |        |        |
|  |            |                |            |    |               |               |              |  |        |        |
|  | Frankrijk  | 17             |            |    |               |               |              |  |        |        |
|  | Frankrijk  | 17             | 4 augustus |    |               |               |              |  |        |        |
|  |            | Nederland (OT) | 18         |    |               |               |              |  |        |        |
|  | Litouwen   | Nederland (OT) | 18         | 21 |               |               |              |  |        |        |
|  | Litouwen   | 5 augustus     |            | 21 |               |               |              |  |        |        |
|  | Polen      | 15             |            |    |               |               |              |  |        |        |
|  | Polen      | 15             | Nederland  | 20 |               |               |              |  |        |        |
|  |            |                | Nederland  | 20 |               |               |              |  |        |        |
|  |            |                | Litouwen   | 9  |               | Troostfinale  | Troostfinale |  |        |        |
|  |            |                | Litouwen   | 9  |               | Troostfinale  | Troostfinale |  |        |        |
|  |            |                | 5 augustus |    |               |               |              |  |        |        |
|  |            |                |            |    |               |               |              |  |        |        |
|  | Letland    | 18             |            |    |               |               |              |  |        |        |
|  | Letland    | 18             |            |    |               |               |              |  |        |        |
|  | Litouwen   | 21             |            |    |               |               |              |  |        |        |
|  | Litouwen   | 21             |            |    |               |               |              |  |        |        |

### Boksen
Vrouwen
| Bokster(s)      | Onderdeel    | Eerste ronde         | Tweede ronde         | Kwartfinale          | Halve finale         | Finale               | Plaats         |
| Bokster(s)      | Onderdeel    | Tegenstander Uitslag | Tegenstander Uitslag | Tegenstander Uitslag | Tegenstander Uitslag | Tegenstander Uitslag | Plaats         |
| --------------- | ------------ | -------------------- | -------------------- | -------------------- | -------------------- | -------------------- | -------------- |
| Chelsey Heijnen | Lichtgewicht | n.v.t                | Ung-yong W 4-1       | Ferreira V 0-5       | niet geplaatst       | niet geplaatst       | niet geplaatst |

### Boogschieten
Mannen
| atleet       | onderdeel   | plaatsingsronde | plaatsingsronde | eerste ronde         | tweede ronde         | derde ronde          | kwartfinale          | halve finale         | finale / BM          | finale / BM |
| atleet       | onderdeel   | score           | rang            | tegenstander uitslag | tegenstander uitslag | tegenstander uitslag | tegenstander uitslag | tegenstander uitslag | tegenstander uitslag | rang        |
| ------------ | ----------- | --------------- | --------------- | -------------------- | -------------------- | -------------------- | -------------------- | -------------------- | -------------------- | ----------- |
| Steve Wijler | individueel | 668             | 23              | Dror W 6-2           | Tümer V 2-6          | niet geplaatst       | niet geplaatst       | niet geplaatst       | niet geplaatst       | 17          |

Vrouwen
| atlete(s)                                           | onderdeel   | plaatsingsronde | plaatsingsronde | eerste ronde         | tweede ronde         | derde ronde          | kwartfinale          | halve finale         | finale / BM          | finale / BM |
| atlete(s)                                           | onderdeel   | score           | rang            | tegenstander uitslag | tegenstander uitslag | tegenstander uitslag | tegenstander uitslag | tegenstander uitslag | tegenstander uitslag | rang        |
| --------------------------------------------------- | ----------- | --------------- | --------------- | -------------------- | -------------------- | -------------------- | -------------------- | -------------------- | -------------------- | ----------- |
| Quinty Roeffen                                      | individueel | 625             | 55              | E Straka W 6-4       | D Kumari L 1-5       | niet geplaatst       | niet geplaatst       | niet geplaatst       | niet geplaatst       | 17          |
| Gaby Schloesser                                     | individueel | 649             | 35              | Barbelin V 2-6       | niet geplaatst       | niet geplaatst       | niet geplaatst       | niet geplaatst       | niet geplaatst       | 33          |
| Laura van der Winkel                                | individueel | 623             | 59              | D Choirunisa V 1-7   | niet geplaatst       | niet geplaatst       | niet geplaatst       | niet geplaatst       | niet geplaatst       | 33          |
| Quinty Roeffen Gaby Schloesser Laura van der Winkel | team        | 1897            | 12              | Frankrijk W 6-0      | n.v.t.               | n.v.t.               | India W 6-0          | Zuid-Korea V 4-5     | Mexico V 2-6         | 4           |

Gemengd
| atlete                           | onderdeel | plaatsingsronde | plaatsingsronde | Shoot-Off              | eerste ronde         | kwartfinale          | halve finale         | finale / BM          | finale / BM |
| atlete                           | onderdeel | score           | rang            | tegenstander uitslag   | tegenstander uitslag | tegenstander uitslag | tegenstander uitslag | tegenstander uitslag | rang        |
| -------------------------------- | --------- | --------------- | --------------- | ---------------------- | -------------------- | -------------------- | -------------------- | -------------------- | ----------- |
| Gabriela Schloesser Steve Wijler | team      | 1317            | 16=             | Chinees Taipei V 18-19 | niet geplaatst       | niet geplaatst       | niet geplaatst       | niet geplaatst       | 17          |

### Breaking
India Sardjoe wist zich te kwalificeren voor het Olympisch Breakingtoernooi door goud te behalen op de Europese Spelen 2023 in Polen
| Breakdancer(s)   | Nickname    | Onderdeel | Kwalificatie | Kwalificatie | Kwartfinale            | Halve finale           | BM/Finale              | BM/Finale      |
| Breakdancer(s)   | Nickname    | Onderdeel | Punten       | Plaats       | Tegenstander Resultaat | Tegenstander Resultaat | Tegenstander Resultaat | Plaats         |
| ---------------- | ----------- | --------- | ------------ | ------------ | ---------------------- | ---------------------- | ---------------------- | -------------- |
| India Sardjoe    | India       | B-Girls   | 6            | 1 Q          | Ayumi W 2-1            | Ami V 1-2              | 671 V 1-2              | 4              |
| Lee-Lou Demierre | B-boy Lee   | B-Boys    | 4            | 2 Q          | Phil Wizard V 3-0      | niet geplaatst         | niet geplaatst         | niet geplaatst |
| Menno van Gorp   | B-boy Menno | B-Boys    | 6            | 1 Q          | Shigekix V 3-0         | niet geplaatst         | niet geplaatst         | niet geplaatst |

### Golf
| atleet       | onderdeel | eerste ronde | tweede ronde | derde ronde | vierde ronde | totaal | totaal | totaal |
| atleet       | onderdeel | score        | score        | score       | score        | score  | par    | rang   |
| ------------ | --------- | ------------ | ------------ | ----------- | ------------ | ------ | ------ | ------ |
| Anne van Dam | vrouwen   | 75           | 74           | 78          | 72           | 299    | 11     | 44     |

### Gymnastiek

#### Turnen
De turnmannen en vrouwen eindigden in de top 12 van het Wereldkampioenschappen turnen 2023 waardoor ze zich als team plaatsten voor de spelen. 
Mannen
| Turner(s)        | Onderdeel | Kwalificatie | Kwalificatie | Kwalificatie | Kwalificatie | Kwalificatie | Kwalificatie | Kwalificatie | Kwalificatie | Finale         | Finale         | Finale         | Finale         | Finale         | Finale         | Finale         | Finale         |
| Turner(s)        | Onderdeel | Toestel      | Toestel      | Toestel      | Toestel      | Toestel      | Toestel      | Totaal       | Plaats       | Toestel        | Toestel        | Toestel        | Toestel        | Toestel        | Toestel        | Totaal         | Plaats         |
| Turner(s)        | Onderdeel | Vloer        | Voltige      | Ringen       | Sprong       | Brug         | Rekstok      | Totaal       | Plaats       | Vloer          | Voltige        | Ringen         | Sprong         | Brug           | Rekstok        | Totaal         | Plaats         |
| ---------------- | --------- | ------------ | ------------ | ------------ | ------------ | ------------ | ------------ | ------------ | ------------ | -------------- | -------------- | -------------- | -------------- | -------------- | -------------- | -------------- | -------------- |
| Jermain Grünberg | Team      | 13,533       | 11,800       | 13,000       | 13,833       | 13,000       | 11,766       | 76,932       | 43e          | niet geplaatst | niet geplaatst | niet geplaatst | niet geplaatst | niet geplaatst | niet geplaatst | niet geplaatst | niet geplaatst |
| Loran de Munck   | Team      | n.v.t        | 14,766 Q     | n.v.t        | n.v.t        | 14,133       | n.v.t        | n.v.t        | n.v.t        | n.v.t          | 13,733         | n.v.t          | n.v.t          | n.v.t          | n.v.t          | 13,733         | 8              |
| Frank Rijken     | Team      | 13,600       | 13,400       | 12,933       | 13,300       | 14,600       | 13,400       | 81,233       | 23e Q        | 13.433         | 12.733         | 12.733         | 13.733         | 14.266         | 13.400         | 80.298         | 22             |
| Casimir Schmidt  | Team      | 13,700       | 13,300       | 13,766       | 13,900       | 14,066       | 13,366       | 82,098       | 17e Q        | 13.666         | 13.900         | 13.833         | 14.400         | 13.633         | 13.066         | 82.498         | 13             |
| Martijn de Veer  | Team      | 13,333       | n.v.t        | 13,200       | 14,266       | n.v.t        | 13,466       | n.v.t        | n.v.t        | niet geplaatst | niet geplaatst | niet geplaatst | niet geplaatst | niet geplaatst | niet geplaatst | niet geplaatst | niet geplaatst |
| Totaal           | Team      | 40,833       | 41,466       | 39,966       | 41,999       | 42,799       | 40,323       | 247,295      | 10e          | niet geplaatst | niet geplaatst | niet geplaatst | niet geplaatst | niet geplaatst | niet geplaatst | niet geplaatst | niet geplaatst |

Vrouwen
| Turnster(s)    | Onderdeel | Kwalificatie | Kwalificatie | Kwalificatie | Kwalificatie | Kwalificatie | Kwalificatie | Finale         | Finale         | Finale         | Finale         | Finale         | Finale         |
| Turnster(s)    | Onderdeel | Toestel      | Toestel      | Toestel      | Toestel      | Totaal       | Plaats       | Toestel        | Toestel        | Toestel        | Toestel        | Totaal         | Plaats         |
| Turnster(s)    | Onderdeel | Sprong       | Brug         | Balk         | Vloer        | Totaal       | Plaats       | Sprong         | Brug           | Balk           | Vloer          | Totaal         | Plaats         |
| -------------- | --------- | ------------ | ------------ | ------------ | ------------ | ------------ | ------------ | -------------- | -------------- | -------------- | -------------- | -------------- | -------------- |
| Sanna Veerman  | Team      | 13,600       | 14,400       | n.v.t        | DNS          | n.v.t        | n.v.t        | niet geplaatst | niet geplaatst | niet geplaatst | niet geplaatst | niet geplaatst | niet geplaatst |
| Naomi Visser   | Team      | 13,233       | 14,266       | 13,300       | 12,233       | 53,032       | 21e Q        | 12,966         | 14,266         | 13,333         | 13,400         | 53,965         | 10             |
| Tisha Volleman | Team      | 13,133       | 12,766       | 12,500       | 12,566       | 50,965       | 42e          | niet geplaatst | niet geplaatst | niet geplaatst | niet geplaatst | niet geplaatst | niet geplaatst |
| Lieke Wevers   | Team      | 13,300       | 12,566       | 13,366       | 12,300       | 51,532       | 32e R2       | niet geplaatst | niet geplaatst | niet geplaatst | niet geplaatst | niet geplaatst | niet geplaatst |
| Sanne Wevers   | Team      | n.v.t        | n.v.t        | 13,766 R1    | n.v.t        | n.v.t        | n.v.t        | niet geplaatst | niet geplaatst | niet geplaatst | niet geplaatst | niet geplaatst | niet geplaatst |
| Totaal         | Team      | 40,133       | 41,432       | 40,432       | 37,099       | 159,096      | 9e           | niet geplaatst | niet geplaatst | niet geplaatst | niet geplaatst | niet geplaatst | niet geplaatst |

### Handbal
| Handbalploeg | Onderdeel | Resultaat |
| --- | --------- | --------- |
| Nederlands vrouwen handbalploeg Lois Abbingh Rinka Duijndam Kelly Dulfer Tamara Haggerty Laura van der Heijden Judith van der Helm Yara ten Holte Dione Housheer Angela Malestein Kim Molenaar Larissa Nüsser Estavana Polman Nikita van der Vliet Bo van Wetering | Vrouwen   | 5         |

Vrouwen
Het Nederlandse handbalteam wist zich te plaatsen voor de Olympische Spelen door in de top-2 te eindigen op het olympische kwalificatietoernooi.
| Pos | Team          | Wed | W | G | V | Ptn | DV  | DT  | +/− | Kwalificatie |
| --- | ------------- | --- | - | - | - | --- | --- | --- | --- | ------------ |
| 1   | Frankrijk (G) | 5   | 5 | 0 | 0 | 10  | 159 | 124 | +35 | Kwartfinales |
| 2   | Nederland     | 5   | 4 | 0 | 1 | 8   | 152 | 137 | +15 | Kwartfinales |
| 3   | Hongarije     | 5   | 2 | 1 | 2 | 5   | 137 | 140 | −3  | Kwartfinales |
| 4   | Brazilië      | 5   | 2 | 0 | 3 | 4   | 127 | 119 | +8  | Kwartfinales |
| 5   | Angola        | 5   | 1 | 1 | 3 | 3   | 131 | 154 | −23 |              |
| 6   | Spanje        | 5   | 0 | 0 | 5 | 0   | 111 | 143 | −32 |              |

| Ronde       | Datum      | Tijd      | Land       | Uitslag   | Land      |
| ----------- | ---------- | --------- | ---------- | --------- | --------- |
| Groepsfase  |            |           |            |           |           |
| 25 juli     | 11:00      | Nederland | 34 - 31    | Angola    |           |
| 28 juli     | 21:00      | Frankrijk | 32 - 28    | Nederland |           |
| 30 juli     | 15:00      | Nederland | 29 - 24    | Spanje    |           |
| 1 augustus  | 09:00      | Nederland | 31 - 24    | Brazilië  |           |
| 3 augustus  | 09:00      | Hongarije | 26 - 30    | Nederland |           |
|             |            |           |            |           |           |
| Kwartfinale | 6 augustus | 09:30     | Denemarken | 29-25     | Nederland |

### Hockey
| Hockeyploeg | Onderdeel | Resultaat |
| --- | --------- | --------- |
| Nederlandse mannen hockeyploeg Seve van Ass Lars Balk Koen Bijen Pirmin Blaak (K) Justen Blok Thierry Brinkman Jorrit Croon Thijs van Dam Jonas de Geus Steijn van Heijningen Tjep Hoedemakers Jip Janssen Floris Middendorp Joep de Mol Tijmen Reyenga Duco Telgenkamp Derck de Vilder Floris Wortelboer | Mannen    | Goud      |
| Nederlandse vrouwen hockeyploeg Pien Dicke Felice Albers Joosje Burg Luna Fokke Yibbi Jansen Marleen Jochems Sanne Koolen Renée van Laarhoven Frédérique Matla Freeke Moes Laura Nunnink Lisa Post Pien Sanders Marijn Veen Anne Veenendaal (K) Maria Verschoor Xan de Waard                              | Vrouwen   | Goud      |

Mannen
Het Nederlandse mannenhockeyelftal wist zich te plaatsen voor de Spelen door de titel te winnen tijdens het Europees kampioenschap hockey in Mönchengladbach, Duitsland.
| Pos | Team             | Wed | W | G | V | Ptn | DV | DT | +/− | Kwalificatie |
| --- | ---------------- | --- | - | - | - | --- | -- | -- | --- | ------------ |
| 1   | Duitsland        | 5   | 4 | 0 | 1 | 12  | 16 | 6  | +10 | Kwartfinales |
| 2   | Nederland        | 5   | 3 | 1 | 1 | 10  | 16 | 9  | +7  | Kwartfinales |
| 3   | Groot-Brittannië | 5   | 2 | 2 | 1 | 8   | 11 | 7  | +4  | Kwartfinales |
| 4   | Spanje           | 5   | 2 | 1 | 2 | 7   | 11 | 12 | −1  | Kwartfinales |
| 5   | Zuid-Afrika      | 5   | 1 | 1 | 3 | 4   | 11 | 17 | −6  |              |
| 6   | Frankrijk (G)    | 5   | 0 | 1 | 4 | 1   | 8  | 22 | −14 |              |

|  | Kwartfinale      | Kwartfinale     |            |       | Halve finale | Halve finale |  |  | Finale | Finale |
|  |                  |                 |            |       |              |              |  |  |        |        |
|  | 4 augustus       |                 |            |       |              |              |  |  |        |        |
|  |                  |                 |            |       |              |              |  |  |        |        |
|  | Duitsland        | 3               |            |       |              |              |  |  |        |        |
|  | Duitsland        | 3               | 6 augustus |       |              |              |  |  |        |        |
|  | Argentinië       | 2               |            |       |              |              |  |  |        |        |
|  | Argentinië       | 2               | Duitsland  | 3     |              |              |  |  |        |        |
|  | 4 augustus       |                 | Duitsland  | 3     |              |              |  |  |        |        |
|  |                  | India           | 2          |       |              |              |  |  |        |        |
|  | India (PSO)      | India           | 2          | 1(4)  |              |              |  |  |        |        |
|  | India (PSO)      |                 | 8 augustus | 1(4)  |              |              |  |  |        |        |
|  | Groot-Brittannië | 1(2)            |            |       |              |              |  |  |        |        |
|  | Groot-Brittannië | 1(2)            | Duitsland  | 1 (1) |              |              |  |  |        |        |
|  | 4 augustus       |                 | Duitsland  | 1 (1) |              |              |  |  |        |        |
|  |                  | Nederland (PSO) | 1 (3)      |       |              |              |  |  |        |        |
|  | Nederland        | Nederland (PSO) | 1 (3)      | 2     |              |              |  |  |        |        |
|  | Nederland        | 6 augustus      |            | 2     |              |              |  |  |        |        |
|  | Australië        | 0               |            |       |              |              |  |  |        |        |
|  | Australië        | 0               | Nederland  | 4     |              |              |  |  |        |        |
|  | 4 augustus       |                 | Nederland  | 4     |              |              |  |  |        |        |
|  |                  | Spanje          | 0          |       | Troostfinale | Troostfinale |  |  |        |        |
|  | België           | Spanje          | 0          | 2     | Troostfinale | Troostfinale |  |  |        |        |
|  | België           |                 | 8 augustus | 2     |              |              |  |  |        |        |
|  | Spanje           | 3               |            |       |              |              |  |  |        |        |
|  | Spanje           | 3               | India      | 2     |              |              |  |  |        |        |
|  |                  |                 |            |       |              |              |  |  |        |        |
|  | Spanje           | 1               |            |       |              |              |  |  |        |        |
|  | Spanje           | 1               |            |       |              |              |  |  |        |        |

| Ronde        | Datum      | Tijd             | Land      | Uitslag       | Land      |
| ------------ | ---------- | ---------------- | --------- | ------------- | --------- |
| Groepsfase   |            |                  |           |               |           |
| 27 juli      | 12:45      | Nederland        | 5-3       | Zuid-Afrika   |           |
| 28 juli      | 19:45      | Nederland        | 4-0       | Frankrijk     |           |
| 30 juli      | 12:45      | Groot-Brittannië | 2-2       | Nederland     |           |
| 31 juli      | 17:30      | Duitsland        | 1-0       | Nederland     |           |
| 2 augustus   | 10:30      | Nederland        | 5-3       | Spanje        |           |
|              |            |                  |           |               |           |
| Kwartfinale  | 4 augustus | 17:30            | Nederland | 2 - 0         | Australië |
|              |            |                  |           |               |           |
| Halve finale | 6 augustus | 19:00            | Nederland | 4 - 0         | Spanje    |
|              |            |                  |           |               |           |
| Finale       | 8 augustus | 19:00            | Nederland | 1 - 1 (3 - 1) | Duitsland |

Vrouwen
Het Nederlandse vrouwenhockeyelftal wist zich te plaatsen voor de Spelen door de finale te winnen tijdens het Europees kampioenschap hockey in Mönchengladbach, Duitsland.
| Pos | Team          | Wed | W | G | V | Ptn | DV | DT | +/− | Kwalificatie |
| --- | ------------- | --- | - | - | - | --- | -- | -- | --- | ------------ |
| 1   | Nederland     | 5   | 5 | 0 | 0 | 15  | 19 | 5  | +14 | Kwartfinales |
| 2   | België        | 5   | 4 | 0 | 1 | 12  | 13 | 4  | +9  | Kwartfinales |
| 3   | Duitsland     | 5   | 3 | 0 | 2 | 9   | 12 | 7  | +5  | Kwartfinales |
| 4   | China         | 5   | 2 | 0 | 3 | 6   | 15 | 10 | +5  | Kwartfinales |
| 5   | Japan         | 5   | 1 | 0 | 4 | 3   | 2  | 15 | −13 |              |
| 6   | Frankrijk (G) | 5   | 0 | 0 | 5 | 0   | 4  | 24 | −20 |              |

|  | Kwartfinale      | Kwartfinale |                  |       | Halve finale | Halve finale |  |  | Finale | Finale |
|  |                  |             |                  |       |              |              |  |  |        |        |
|  | 5 augustus       |             |                  |       |              |              |  |  |        |        |
|  |                  |             |                  |       |              |              |  |  |        |        |
|  | Nederland        | 3           |                  |       |              |              |  |  |        |        |
|  | Nederland        | 3           | 7 augustus       |       |              |              |  |  |        |        |
|  | Groot-Brittannië | 1           |                  |       |              |              |  |  |        |        |
|  | Groot-Brittannië | 1           | Nederland        | 3     |              |              |  |  |        |        |
|  | 5 augustus       |             | Nederland        | 3     |              |              |  |  |        |        |
|  |                  | Argentinië  | 0                |       |              |              |  |  |        |        |
|  | Argentinië (PSO) | Argentinië  | 0                | 1 (2) |              |              |  |  |        |        |
|  | Argentinië (PSO) |             | 9 augustus       | 1 (2) |              |              |  |  |        |        |
|  | Duitsland        | 1 (0)       |                  |       |              |              |  |  |        |        |
|  | Duitsland        | 1 (0)       | Nederland (PSO)  | 1 (3) |              |              |  |  |        |        |
|  | 5 augustus       |             | Nederland (PSO)  | 1 (3) |              |              |  |  |        |        |
|  |                  | China       | 1 (1)            |       |              |              |  |  |        |        |
|  | België           | China       | 1 (1)            | 2     |              |              |  |  |        |        |
|  | België           | 7 augustus  |                  | 2     |              |              |  |  |        |        |
|  | Spanje           | 0           |                  |       |              |              |  |  |        |        |
|  | Spanje           | 0           | België           | 1 (2) |              |              |  |  |        |        |
|  | 5 augustus       |             | België           | 1 (2) |              |              |  |  |        |        |
|  |                  | China (PSO) | 1 (3)            |       | Troostfinale | Troostfinale |  |  |        |        |
|  | Australië        | China (PSO) | 1 (3)            | 2     | Troostfinale | Troostfinale |  |  |        |        |
|  | Australië        |             | 9 augustus       | 2     |              |              |  |  |        |        |
|  | China            | 3           |                  |       |              |              |  |  |        |        |
|  | China            | 3           | Argentinië (PSO) | 2 (3) |              |              |  |  |        |        |
|  |                  |             |                  |       |              |              |  |  |        |        |
|  | België           | 2 (1)       |                  |       |              |              |  |  |        |        |
|  | België           | 2 (1)       |                  |       |              |              |  |  |        |        |

| Ronde        | Datum      | Tijd      | Land      | Uitslag       | Land             |
| ------------ | ---------- | --------- | --------- | ------------- | ---------------- |
| Groepsfase   |            |           |           |               |                  |
| 27 juli      | 20:15      | Nederland | 6-2       | Frankrijk     |                  |
| 29 juli      | 19:45      | Duitsland | 1-2       | Nederland     |                  |
| 31 juli      | 20:15      | Nederland | 3-0       | China         |                  |
| 2 augustus   | 12:45      | België    | 1-3       | Nederland     |                  |
| 3 augustus   | 10:30      | Nederland | 5-1       | Japan         |                  |
|              |            |           |           |               |                  |
| Kwartfinale  | 5 augustus | 17:30     | Nederland | 3 - 1         | Groot-Brittannië |
|              |            |           |           |               |                  |
| Halve finale | 7 augustus | 14:00     | Nederland | 3 - 0         | Argentinië       |
|              |            |           |           |               |                  |
| Finale       | 9 augustus | 20:00     | Nederland | 1 - 1 (3 - 1) | China            |

### Judo
Mannen
| judoka             | onderdeel | eerste ronde         | tweede ronde                | derde ronde          | kwartfinale                       | halve finale         | herkansing                 | finale / BM          | finale / BM    |
| judoka             | onderdeel | tegenstander uitslag | tegenstander uitslag        | tegenstander uitslag | tegenstander uitslag              | tegenstander uitslag | tegenstander uitslag       | tegenstander uitslag | rang           |
| ------------------ | --------- | -------------------- | --------------------------- | -------------------- | --------------------------------- | -------------------- | -------------------------- | -------------------- | -------------- |
| Tornike Tsjakadoea | −60 kg    | Smetov V 000 - 010   | niet geplaatst              | niet geplaatst       | niet geplaatst                    | niet geplaatst       | niet geplaatst             | niet geplaatst       | niet geplaatst |
| Frank de Wit       | −81 kg    | Cumbo W 010 - 000    | Makhmadbekov V 000 - 001    | niet geplaatst       | niet geplaatst                    | niet geplaatst       | niet geplaatst             | niet geplaatst       | niet geplaatst |
| Noël van 't End    | −90 kg    | n.v.t.               | Macedo V 000 - 010          | niet geplaatst       | niet geplaatst                    | niet geplaatst       | niet geplaatst             | niet geplaatst       | niet geplaatst |
| Michael Korrel     | −100 kg   | n.v.t.               | Dzhafar Kostoev W 001 - 000 |                      | Muzaffarbek Turoboyev V 011 - 000 |                      | Peter Paltchik V 010 - 000 | niet geplaatst       | 7              |
| Jelle Snippe       | +100 kg   | n.v.t.               | Lukas Krpalek V 010 - 000   | niet geplaatst       | niet geplaatst                    | niet geplaatst       | niet geplaatst             | niet geplaatst       | niet geplaatst |

Vrouwen
| judoka              | onderdeel | eerste ronde         | tweede ronde                    | kwartfinale             | halve finale              | herkansing                | finale / BM                   | finale / BM    |
| judoka              | onderdeel | tegenstander uitslag | tegenstander uitslag            | tegenstander uitslag    | tegenstander uitslag      | tegenstander uitslag      | tegenstander uitslag          | rang           |
| ------------------- | --------- | -------------------- | ------------------------------- | ----------------------- | ------------------------- | ------------------------- | ----------------------------- | -------------- |
| Julie Beurskens     | −57 kg    | Starke V 001 - 011   | niet geplaatst                  | niet geplaatst          | niet geplaatst            | niet geplaatst            | niet geplaatst                | niet geplaatst |
| Joanne van Lieshout | −63 kg    | bye                  | Kim V 000 - 001                 | niet geplaatst          | niet geplaatst            | niet geplaatst            | niet geplaatst                | niet geplaatst |
| Sanne van Dijke     | −70 kg    | bye                  | Samardzic W 010 - 000           | Saki Niizoe W 001 - 000 | Barbara Matić V 010 - 000 |                           | Gabriella Willems V 001 - 000 | 5              |
| Guusje Steenhuis    | −78 kg    | bye                  | Beata Pacut-Kłoczko W 001 - 000 | Inbar Lanir V 010 - 000 |                           | Rika Takayama V 010 - 000 | niet geplaatst                | 7              |
| Marit Kamps         | +78 kg    | n.v.t.               | Khrystyna Homan W 010 - 000     | Raz Hershko V 010 - 000 | niet geplaatst            | niet geplaatst            | niet geplaatst                | niet geplaatst |

Mixed teamevenement
| atleten | onderdeel    | eerste ronde         | tweede ronde         | kwartfinale          | halve finale         | herkansing           | finale / BM          | finale / BM    |
| atleten | onderdeel    | tegenstander uitslag | tegenstander uitslag | tegenstander uitslag | tegenstander uitslag | tegenstander uitslag | tegenstander uitslag | rang           |
| --- | ------------ | -------------------- | -------------------- | -------------------- | -------------------- | -------------------- | -------------------- | -------------- |
| Julie Beurskens Sanne van Dijke Noël van 't End Marit Kamps Michael Korrel Joanne van Lieshout Jelle Snippe Guusje Steenhuis Tornike Tsjakadoea Frank de Wit | gemengd team | bye                  | V 2-4                | niet geplaatst       | niet geplaatst       | niet geplaatst       | niet geplaatst       | niet geplaatst |

### Kanovaren
Mannen
Slalom
| Kanovaarder(s) | Onderdeel | Voorrondes | Voorrondes | Voorrondes | Voorrondes | Voorrondes | Voorrondes | Halve finale   | Halve finale   | Finale         | Finale         |
| Kanovaarder(s) | Onderdeel | Run 1      | Plaats     | Run 2      | Plaats     | Beste run  | Plaats     | Tijd           | Plaats         | Tijd           | Plaats         |
| -------------- | --------- | ---------- | ---------- | ---------- | ---------- | ---------- | ---------- | -------------- | -------------- | -------------- | -------------- |
| Joris Otten    | C-1       | 101.92     | 8          | 110.93     | 17         | 101.92     | 17         | niet geplaatst | niet geplaatst | niet geplaatst | niet geplaatst |

Vrouwen
Slalom
| Kanovaardster(s) | Onderdeel | Voorrondes | Voorrondes | Voorrondes | Voorrondes | Voorrondes | Voorrondes | Halve finale | Halve finale | Finale         | Finale         |
| Kanovaardster(s) | Onderdeel | Run 1      | Plaats     | Run 2      | Plaats     | Beste run  | Plaats     | Tijd         | Plaats       | Tijd           | Plaats         |
| ---------------- | --------- | ---------- | ---------- | ---------- | ---------- | ---------- | ---------- | ------------ | ------------ | -------------- | -------------- |
| Lena Teunissen   | C-1       | 115.51     | 18         | 105.33     | 8          | 105.33     | 8 Q        | 122.82       | 16           | niet geplaatst | niet geplaatst |
| Martina Wegman   | K-1       | 98.00      | 10         | 100.61     | 19         | 98.00      | 16 Q       | 102.38       | 13           | niet geplaatst | niet geplaatst |

Sprint
| atlete                       | onderdeel | series  | series | kwartfinale | kwartfinale | halve finale | halve finale | finale         | finale         |
| atlete                       | onderdeel | tijd    | rang   | tijd        | rang        | tijd         | rang         | tijd           | rang           |
| ---------------------------- | --------- | ------- | ------ | ----------- | ----------- | ------------ | ------------ | -------------- | -------------- |
| Selma Konijn                 | K-1 500 m | 1.49,28 | 3 Q    | n.v.t.      | n.v.t.      | 1.52,50      | 18           | niet geplaatst | niet geplaatst |
| Ruth Vorsselman              | K-1 500 m | 1.56,88 | 29     | 1.52,35     | 11 Q        | 1.54,91      | 29           | niet geplaatst | niet geplaatst |
| Selma Konijn Ruth Vorsselman | K-2 500 m | 1.43,91 | 11     | 1.40,93     | 2 Q         | 1.39,49      | 3 Q          | 1.41,26        | 8              |

### Paardensport

#### Dressuur
| Ruiter(s)                                               | Paard                       | Onderdeel   | Grand Prix | Grand Prix | Grand Prix Special | Grand Prix Special | Grand Prix Kür op muziek | Grand Prix Kür op muziek | Totaal         | Totaal         |
| Ruiter(s)                                               | Paard                       | Onderdeel   | Score      | Plaats     | Score              | Plaats             | Technisch                | Artistiek                | Eindscore      | Plaats         |
| ------------------------------------------------------- | --------------------------- | ----------- | ---------- | ---------- | ------------------ | ------------------ | ------------------------ | ------------------------ | -------------- | -------------- |
| Dinja van Liere                                         | Hermès                      | Individueel | 77.764     | Q          | n.v.t.             | n.v.t.             | 80.321                   | 96.543                   | 88.432         | 4              |
| Hans Peter Minderhoud                                   | Toto Jr.                    | Individueel | 72.578     |            | n.v.t.             | n.v.t.             | niet geplaatst           | niet geplaatst           | niet geplaatst | niet geplaatst |
| Emmelie Scholtens                                       | Indian Rock                 | Individueel | 74.581     | Q          | n.v.t.             | n.v.t.             | 75.214                   | 88.286                   | 81.750         | 11             |
| Dinja van Liere Hans Peter Minderhoud Emmelie Scholtens | Hermès Toto Jr. Indian Rock | Team        | 224.923    | Q          | n.v.t.             | n.v.t.             | n.v.t.                   | n.v.t.                   | 221.048        | 4              |

#### Eventing
| Ruiter(s)           | Paard                  | Onderdeel   | Dressuur    | Dressuur | Cross-country | Cross-country | Cross-country | Spingen      | Spingen      | Spingen      | Spingen        | Spingen        | Spingen        | Totaal         | Totaal         |
| Ruiter(s)           | Paard                  | Onderdeel   | Dressuur    | Dressuur | Cross-country | Cross-country | Cross-country | Kwalificatie | Kwalificatie | Kwalificatie | Finale         | Finale         | Finale         | Totaal         | Totaal         |
| Ruiter(s)           | Paard                  | Onderdeel   | Strafpunten | Plaats   | Strafpunten   | Totaal        | Plaats        | Strafpunten  | Totaal       | Plaats       | Strafpunten    | Totaal         | Plaats         | Strafpunten    | Plaats         |
| ------------------- | ---------------------- | ----------- | ----------- | -------- | ------------- | ------------- | ------------- | ------------ | ------------ | ------------ | -------------- | -------------- | -------------- | -------------- | -------------- |
| Janneke Boonzaaijer | ACSI Champ de Tailleur | Individueel | 31.90       | 29       | 0.00          | 31.90         | 16            | 0.00         | 31.90        | 10 Q         | 0.00           | 31.90          | 9              | 31.90          | 9              |
| Sanne de Jong       | Enjoy                  | Individueel | 34.80       | 40       | 48.20         | 83.00         | 53            | 5.20         | 45.40        | 26           | niet geplaatst | niet geplaatst | niet geplaatst | niet geplaatst | niet geplaatst |
| Raf Kooremans       | Crossborder Radar Love | Individueel | 27.00       | 16       | 5.60          | 32.60         | 18            | 12.80        | 88.20        | 47           | niet geplaatst | niet geplaatst | niet geplaatst | niet geplaatst | niet geplaatst |
|                     |                        | Team        | 93.70       | 9        | 53.80         | 147.50        | 10            | 18.00        | 165.50       | 10           | niet geplaatst | niet geplaatst | niet geplaatst | niet geplaatst | niet geplaatst |

#### Springen
Het Nederlandse springteam wist zich reeds in 2022 te plaatsen voor het Olympische Jumpingtoernooi. Ze stelden deze plaats veilig door zilver te pakken tijdens de landenwedstrijd bij het WK in Herning.
| Ruiter(s)                                        | Paard                                     | Onderdeel   | Kwalificatie | Kwalificatie | Finale      | Finale |
| Ruiter(s)                                        | Paard                                     | Onderdeel   | Strafpunten  | Plaats       | Strafpunten | Plaats |
| ------------------------------------------------ | ----------------------------------------- | ----------- | ------------ | ------------ | ----------- | ------ |
| Kim Emmen                                        | Imagine                                   | Individueel | 0            | 9 Q          | 12          | 23     |
| Harrie Smolders                                  | Uricas vd Kattevennen                     | Individueel | 0            | 4 Q          | 6           | 14     |
| Maikel van der Vleuten                           | Beauville Z                               | Individueel | 4            | 22 Q         | 0 (4 B)     | Brons  |
| Kim Emmen Harrie Smolders Maikel van der Vleuten | Imagine Uricas vd Kattevennen Beauville Z | Team        | 8            | 5            | 7           | 4      |

### Roeien
Mannen
| Roeier(s) | Onderdeel   | Voorrondes | Voorrondes | Herkansingen | Herkansingen | Kwartfinale | Kwartfinale | Halve finale | Halve finale | Finale  | Finale |
| Roeier(s) | Onderdeel   | Tijd       | Plaats     | Tijd         | Plaats       | Tijd        | Plaats      | Tijd         | Plaats       | Tijd    | Plaats |
| --- | ----------- | ---------- | ---------- | ------------ | ------------ | ----------- | ----------- | ------------ | ------------ | ------- | ------ |
| Simon van Dorp | Skiff       | 6.49,93    | 1 Q        | vrij         | vrij         | 6.49,96     | 7 Q         | 6.42,39      | 4 Q          | 6.44,72 | Brons  |
| Stef Broenink Melvin Twellaar | Dubbel-twee | 6.14,13    | 1 Q        | vrij         | vrij         | n.v.t.      | n.v.t.      | 6.13,60      | 2 Q          | 6.29,92 | Zilver |
| Koen Metsemakers Tone Wieten Finn Florijn Lennart van Lierop                                                                                         | Dubbel-vier | 5.41,69    | 1 Q        | vrij         | vrij         | n.v.t.      | n.v.t.      | n.v.t.       | n.v.t.       | 5.42,00 | Goud   |
| Rik Rienks Eli Brouwer Nelson Ritsema Guus Mollee | Vier-zonder | 6.08,75    | 4          | 5.56,86      | 4            | n.v.t.      | n.v.t.      | n.v.t.       | n.v.t.       | 5.56.35 | 7      |
| Mick Makker Gert-Jan van Doorn Jacob van de Kerkhof Sander de Graaf Jan van der Bij Ruben Knab Olav Molenaar Ralf Rienks Dieuwke Fetter (stuurvrouw) | Acht        | 5.31,82    | 2          | 5.27.58      | 1            | n.v.t.      | n.v.t.      | n.v.t.       | n.v.t.       | 5.23,92 | Zilver |

Vrouwen
| Roeister(s)                                                         | Onderdeel   | Voorrondes | Voorrondes | Herkansingen | Herkansingen | Kwartfinale | Kwartfinale | Halve finale | Halve finale | Finale  | Finale |
| Roeister(s)                                                         | Onderdeel   | Tijd       | Plaats     | Tijd         | Plaats       | Tijd        | Plaats      | Tijd         | Plaats       | Tijd    | Plaats |
| ------------------------------------------------------------------- | ----------- | ---------- | ---------- | ------------ | ------------ | ----------- | ----------- | ------------ | ------------ | ------- | ------ |
| Karolien Florijn                                                    | Skiff       | 7.36,90    | 1 Q        | vrij         | vrij         | 7.29,07     | 2 Q         | 7.21,26      | 3 Q          | 7.17,28 | Goud   |
| Lisa Scheenaard Martine Veldhuis                                    | Dubbel-twee | 7.04,56    | 4          | 7.08,42      | 1 Q          | n.v.t.      | n.v.t.      | 6.50,20      | 2 Q          | 6.54,23 | 4      |
| Bente Paulis Laila Youssifou Tessa Dullemans Roos de Jong           | Dubbel-vier | 6.17,12    | 1 Q        | vrij         | vrij         | n.v.t.      | n.v.t.      | n.v.t.       | n.v.t.       | 6.16,46 | Zilver |
| Veronique Meester Ymkje Clevering                                   | Twee-zonder | 7.17,81    | 1 Q        | vrij         | vrij         | n.v.t.      | n.v.t.      | 7.10,16      | 1 Q          | 6.58,67 | Goud   |
| Benthe Boonstra Tinka Offereins Hermijntje Drenth Marloes Oldenburg | Vier-zonder | 6.43,71    | 1 Q        | vrij         | vrij         | n.v.t.      | n.v.t.      | n.v.t.       | n.v.t.       | 6.27,13 | Goud   |

### Schermen
Mannen
| atleet        | onderdeel | eerste ronde         | tweede ronde         | derde ronde          | kwartfinale          | halve finale         | finale / BM          | finale / BM    |
| atleet        | onderdeel | tegenstander uitslag | tegenstander uitslag | tegenstander uitslag | tegenstander uitslag | tegenstander uitslag | tegenstander uitslag | rang           |
| ------------- | --------- | -------------------- | -------------------- | -------------------- | -------------------- | -------------------- | -------------------- | -------------- |
| Tristan Tulen | degen     | bye                  | F Vismara V 11-15    | niet geplaatst       | niet geplaatst       | niet geplaatst       | niet geplaatst       | niet geplaatst |

### Schoonspringen
Vrouwen
| Schoonspringster | Onderdeel | Voorrondes | Voorrondes | Halve finale | Halve finale | Finale | Finale |
| Schoonspringster | Onderdeel | Score      | Plaats     | Score        | Plaats       | Score  | Plaats |
| ---------------- | --------- | ---------- | ---------- | ------------ | ------------ | ------ | ------ |
| Else Praasterink | toren 10m | 281.60     | 15         | 292.80       | 12           | 250.35 | 12     |

### Skateboarden
Vrouwen
| Skateboarder      | Onderdeel | Kwalificatie | Kwalificatie | Finale         | Finale         |
| Skateboarder      | Onderdeel | Score        | Plaats       | Score          | Plaats         |
| ----------------- | --------- | ------------ | ------------ | -------------- | -------------- |
| Keet Oldenbeuving | Street    | 210.78       | 15           | niet geplaatst | niet geplaatst |
| Roos Zwetsloot    | Street    | 233.71       | 10           | niet geplaatst | niet geplaatst |

### Synchroonzwemmen
Vrouwen
| Synchroonzwemsters                   | Onderdeel | Technische routine | Technische routine | Technische routine | Vrije routine | Vrije routine | Rang     | Rang   |
| Synchroonzwemsters                   | Onderdeel | Elementen          | Artistiek          | Plaats             | Punten        | Plaats        | Totaal   | Plaats |
| ------------------------------------ | --------- | ------------------ | ------------------ | ------------------ | ------------- | ------------- | -------- | ------ |
| Noortje de Brouwer Bregje de Brouwer | Duet      | 166.6066           | 98.1000            | 3                  | 293.6897      | 2             | 558.3963 | Brons  |

### Tafeltennis
Vrouwen
| atleet        | onderdeel | voorronde            | eerste ronde         | tweede ronde         | derde ronde          | vierde ronde         | kwartfinale          | halve finale         | finale / BM          | finale / BM    |
| atleet        | onderdeel | tegenstander uitslag | tegenstander uitslag | tegenstander uitslag | tegenstander uitslag | tegenstander uitslag | tegenstander uitslag | tegenstander uitslag | tegenstander uitslag | rang           |
| ------------- | --------- | -------------------- | -------------------- | -------------------- | -------------------- | -------------------- | -------------------- | -------------------- | -------------------- | -------------- |
| Britt Eerland | enkelspel | bye                  | bye                  | Goda W 4-0           | Hana Matelová W 4-3  | Chen Meng V 1-4      | niet geplaatst       | niet geplaatst       | niet geplaatst       | niet geplaatst |

### Tennis
Mannen
| atleet                           | onderdeel  | eerste ronde                 | tweede ronde          | derde ronde          | kwartfinale          | halve finale         | finale / BM          | finale / BM    |
| atleet                           | onderdeel  | tegenstander uitslag         | tegenstander uitslag  | tegenstander uitslag | tegenstander uitslag | tegenstander uitslag | tegenstander uitslag | rang           |
| -------------------------------- | ---------- | ---------------------------- | --------------------- | -------------------- | -------------------- | -------------------- | -------------------- | -------------- |
| Tallon Griekspoor                | enkelspel  | Pe Tsitsipás W 2-0           | Alcaraz V 0-2         | niet geplaatst       | niet geplaatst       | niet geplaatst       | niet geplaatst       | niet geplaatst |
| Robin Haase                      | enkelspel  | Ofner V 0-2                  | niet geplaatst        | niet geplaatst       | niet geplaatst       | niet geplaatst       | niet geplaatst       | niet geplaatst |
| Tallon Griekspoor Wesley Koolhof | dubbelspel | Fucsovics / Mladenovic W 2-0 | Alcaraz / Nadal V 2-0 | n.v.t.               | niet geplaatst       | niet geplaatst       | niet geplaatst       | niet geplaatst |
| Robin Haase Jean-Julien Rojer    | dubbelspel | Cerúndolo / Marozsán W 2-0   | Fritz / Paul V 2-0    | n.v.t.               | niet geplaatst       | niet geplaatst       | niet geplaatst       | niet geplaatst |

Vrouwen
| atlete                   | onderdeel  | eerste ronde         | tweede ronde         | derde ronde          | kwartfinale          | halve finale         | finale / BM          | finale / BM    |
| atlete                   | onderdeel  | tegenstander uitslag | tegenstander uitslag | tegenstander uitslag | tegenstander uitslag | tegenstander uitslag | tegenstander uitslag | rang           |
| ------------------------ | ---------- | -------------------- | -------------------- | -------------------- | -------------------- | -------------------- | -------------------- | -------------- |
| Arantxa Rus              | enkelspel  | Gadecki W 2-0        | Zheng V 0-2          | niet geplaatst       | niet geplaatst       | niet geplaatst       | niet geplaatst       | niet geplaatst |
| Arantxa Rus Demi Schuurs | dubbelspel | Garcia / Parry V 1-2 | niet geplaatst       | niet geplaatst       | niet geplaatst       | niet geplaatst       | niet geplaatst       | niet geplaatst |

Gemengd
| atleet                      | onderdeel  | eerste ronde              | kwartfinale              | halve finale         | finale / BM                       | finale / BM |
| atleet                      | onderdeel  | tegenstander uitslag      | tegenstander uitslag     | tegenstander uitslag | tegenstander uitslag              | rang        |
| --------------------------- | ---------- | ------------------------- | ------------------------ | -------------------- | --------------------------------- | ----------- |
| Demi Schuurs Wesley Koolhof | dubbelspel | Sakkari / Tsitsipás W 2-0 | Errani / Vavasorri W 2-1 | Wang / Zhang V 1-2   | Dabrowski / Auger-Aliassime V 0-2 | 4           |

### Triatlon
Mannen
| atleet         | onderdeel | tijd     | rang |
| -------------- | --------- | -------- | ---- |
| Mitch Kolkman  | mannen    | 01:47.21 | 26   |
| Richard Murray | mannen    | 01:50.55 | 44   |

Vrouwen
| atleet        | onderdeel | tijd     | rang |
| ------------- | --------- | -------- | ---- |
| Maya Kingma   | vrouwen   | 01:56.53 | 7    |
| Rachel Klamer | vrouwen   | 01:57.39 | 14   |

Gemengd
| atleet                                                 | onderdeel          | tijd     | rang |
| ------------------------------------------------------ | ------------------ | -------- | ---- |
| Mitch Kolkman Richard Murray Maya Kingma Rachel Klamer | gemengde estafette | 01:27.37 | 10   |

### Volleybal

#### Beachvolleybal
Mannen
| atleten                            | onderdeel | eerste ronde                                                            | eerste ronde | achtste finale            | kwartfinale            | halve finale         | finale / BM          | finale / BM    |
| atleten                            | onderdeel | tegenstander uitslag                                                    | stand        | tegenstander uitslag      | tegenstander uitslag   | tegenstander uitslag | tegenstander uitslag | rang           |
| ---------------------------------- | --------- | ----------------------------------------------------------------------- | ------------ | ------------------------- | ---------------------- | -------------------- | -------------------- | -------------- |
| Stefan Boermans Yorick de Groot    | mannen    | Gavira / Herrera W 2-0 Evans / Budinger W 2-0 Krou / Gauthier-Rat W 2-0 | 1 Q          | Perušič / Schweiner W 2-0 | Ehlers / Wickler V 2-0 | niet geplaatst       | niet geplaatst       | niet geplaatst |
| Matthew Immers Steven van de Velde | mannen    | Carambula / Ranghieri V 1-2 Grimalt / Grimalt W 2-0 Mol / Sørum V 2-0   | 2 Q          | Evandro / Arthur V 2-0    | niet geplaatst         | niet geplaatst       | niet geplaatst       | niet geplaatst |

Vrouwen
| atleten                 | onderdeel | eerste ronde                                                           | eerste ronde | achtste finale                  | kwartfinale          | halve finale         | finale / BM          | finale / BM    |
| atleten                 | onderdeel | tegenstander uitslag                                                   | stand        | tegenstander uitslag            | tegenstander uitslag | tegenstander uitslag | tegenstander uitslag | rang           |
| ----------------------- | --------- | ---------------------------------------------------------------------- | ------------ | ------------------------------- | -------------------- | -------------------- | -------------------- | -------------- |
| Katja Stam Raïsa Schoon | vrouwen   | Paulikiene / Raupelyte W 2-0 Akiko / Ishii W 2-0 Carol / Bárbara V 2-1 | 2 Q          | Alvarez / Moreno Matveeva V 2-1 | niet geplaatst       | niet geplaatst       | niet geplaatst       | niet geplaatst |

#### Zaalvolleybal
Vrouwen
| Atleten | Discipline | Resultaat |
| --- | ---------- | --------- |
| Sarah van Aalen Indy Baijens Britt Bongaerts Anne Buijs Nika Daalderop Elles Dambrink Marrit Jasper Jolien Knollema Juliët Lohuis Celeste Plak Florien Reesink Eline Timmerman | zaal       |           |

| # | Ploeg                  | Punten | Wedstrijden | Wedstrijden | Wedstrijden | Sets | Sets | Sets  |
| # | Ploeg                  | Punten | G           | W           | V           | W    | V    | Ratio |
| - | ---------------------- | ------ | ----------- | ----------- | ----------- | ---- | ---- | ----- |
| 1 | Italië                 | 9      | 3           | 3           | 0           | 9    | 1    | 9.000 |
| 2 | Turkije                | 5      | 3           | 2           | 1           | 6    | 6    | 1.000 |
| 3 | Dominicaanse Republiek | 3      | 3           | 1           | 2           | 5    | 7    | 0.714 |
| 4 | Nederland              | 1      | 3           | 0           | 3           | 3    | 9    | 0.333 |

| Ronde        | Datum               | MEZT           | Land           | Score                  | Land           |
| ------------ | ------------------- | -------------- | -------------- | ---------------------- | -------------- |
| Groepsfase   |                     |                |                |                        |                |
| 29 juli      | 09:00               | Turkije        | 3-2            | Nederland              |                |
| 1 augustus   | 17:00               | Italië         | 3-0            | Nederland              |                |
| 3 augustus   | 09:00               | Nederland      | 1-3            | Dominicaanse Republiek |                |
| Kwartfinale  | 6 augustus 2024     | niet geplaatst | niet geplaatst | niet geplaatst         | niet geplaatst |
| Halve finale | 8 augustus 2024     | niet geplaatst | niet geplaatst | niet geplaatst         | niet geplaatst |
| Finale       | 10/11 augustus 2021 | niet geplaatst | niet geplaatst | niet geplaatst         | niet geplaatst |

### Waterpolo
Vrouwen
Nederlands vrouwen waterpoloploeg
| Atleten | Discipline | Resultaat |
| --- | ---------- | --------- |
| Laura Aarts Nina ten Broek Sarah Buis Kitty Lynn Joustra Maartje Keuning Simone van de Kraats Lola Moolhuijzen Bente Rogge Lieke Rogge Vivian Sevenich Brigitte Sleeking Sabrina van der Sloot Iris Wolves | Vrouwen    | Brons     |

Het Nederlandse vrouwenwaterpoloteam wist zich te plaatsen voor de Olympische Spelen door de finale te behalen tijdens het wereldkampioenschap 2023 in Fukuoka, Japan.
Groepswedstrijden
| Pos | Team      | Wed | W | WNS | VNS | V | GV | GT | GS  | Ptn | Kwalificatie |
| --- | --------- | --- | - | --- | --- | - | -- | -- | --- | --- | ------------ |
| 1   | Australië | 4   | 2 | 2   | 0   | 0 | 33 | 28 | +5  | 10  | Kwartfinales |
| 2   | Nederland | 4   | 3 | 0   | 1   | 0 | 52 | 37 | +15 | 10  | Kwartfinales |
| 3   | Hongarije | 4   | 2 | 0   | 1   | 1 | 46 | 37 | +9  | 7   | Kwartfinales |
| 4   | Canada    | 4   | 1 | 0   | 0   | 3 | 37 | 49 | −12 | 3   | Kwartfinales |
| 5   | China     | 4   | 0 | 0   | 0   | 4 | 34 | 51 | −17 | 0   |              |

| 27 juli 2024 14:00 | verslag | Nederland                              | 10–8  | Hongarije | Centre aquatique olympique, Parijs Scheidsrechters: Alessia Ferrari (ITA), Sébastien Dervieux (FRA) |
| 27 juli 2024 14:00 | verslag | Scores in periodes: 4–2, 0–1, 4–5, 2–0 |       |           | Centre aquatique olympique, Parijs Scheidsrechters: Alessia Ferrari (ITA), Sébastien Dervieux (FRA) |
| 27 juli 2024 14:00 | verslag | B. Rogge 3                             | Goals | Vályi 3   | Centre aquatique olympique, Parijs Scheidsrechters: Alessia Ferrari (ITA), Sébastien Dervieux (FRA) |

| 29 juli 2024 18:30 | verslag | China                                  | 11–15 | Nederland                | Centre aquatique olympique, Parijs Scheidsrechters: Alessia Ferrari (ITA), Chisato Kurosaki (JPN) |
| 29 juli 2024 18:30 | verslag | Scores in periodes: 4–1, 4–4, 1–5, 2–5 |       |                          | Centre aquatique olympique, Parijs Scheidsrechters: Alessia Ferrari (ITA), Chisato Kurosaki (JPN) |
| 29 juli 2024 18:30 | verslag | drie spelers 2                         | Goals | Keuning, Van der Sloot 3 | Centre aquatique olympique, Parijs Scheidsrechters: Alessia Ferrari (ITA), Chisato Kurosaki (JPN) |

| 31 juli 2024 14:00 | verslag | Nederland                                         | 14–15 | Australië         | Centre aquatique olympique, Parijs Scheidsrechters: Jennifer McCall (USA), Natalia Markopoulou (GRE) |
| 31 juli 2024 14:00 | verslag | Scores in periodes: 3–1, 1–2, 1–3, 2–1 . PSO: 7–8 |       |                   | Centre aquatique olympique, Parijs Scheidsrechters: Jennifer McCall (USA), Natalia Markopoulou (GRE) |
| 31 juli 2024 14:00 | verslag | Van de Kraats, Van der Sloot 2                    | Goals | Green, Williams 2 | Centre aquatique olympique, Parijs Scheidsrechters: Jennifer McCall (USA), Natalia Markopoulou (GRE) |

| 4 augustus 2024 18:30 | verslag | Canada                                 | 11–20 | Nederland  | Centre aquatique olympique, Parijs Scheidsrechters: Jennifer McCall (USA), Aurélie Blanchard (FRA) |
| 4 augustus 2024 18:30 | verslag | Scores in periodes: 4–5, 2–6, 3–4, 2–5 |       |            | Centre aquatique olympique, Parijs Scheidsrechters: Jennifer McCall (USA), Aurélie Blanchard (FRA) |
| 4 augustus 2024 18:30 | verslag | Bakoc 3                                | Goals | L. Rogge 5 | Centre aquatique olympique, Parijs Scheidsrechters: Jennifer McCall (USA), Aurélie Blanchard (FRA) |

|  | Kwartfinale      | Kwartfinale      |                  |        | Halve finale | Halve finale |  |  | Finale | Finale |
|  |                  |                  |                  |        |              |              |  |  |        |        |
|  | 6 augustus       |                  |                  |        |              |              |  |  |        |        |
|  |                  |                  |                  |        |              |              |  |  |        |        |
|  | Australië        | 9                |                  |        |              |              |  |  |        |        |
|  | Australië        | 9                | 8 augustus       |        |              |              |  |  |        |        |
|  | Griekenland      | 6                |                  |        |              |              |  |  |        |        |
|  | Griekenland      | 6                | Australië (PSO)  | 8 (6)  |              |              |  |  |        |        |
|  | 6 augustus       |                  | Australië (PSO)  | 8 (6)  |              |              |  |  |        |        |
|  |                  | Verenigde Staten | 8 (5)            |        |              |              |  |  |        |        |
|  | Hongarije        | Verenigde Staten | 8 (5)            | 4      |              |              |  |  |        |        |
|  | Hongarije        |                  | 10 augustus      | 4      |              |              |  |  |        |        |
|  | Verenigde Staten | 5                |                  |        |              |              |  |  |        |        |
|  | Verenigde Staten | 5                | Australië        | 9      |              |              |  |  |        |        |
|  | 6 augustus       |                  | Australië        | 9      |              |              |  |  |        |        |
|  |                  | Spanje           | 11               |        |              |              |  |  |        |        |
|  | Nederland        | Spanje           | 11               | 11     |              |              |  |  |        |        |
|  | Nederland        | 8 augustus       |                  | 11     |              |              |  |  |        |        |
|  | Italië           | 8                |                  |        |              |              |  |  |        |        |
|  | Italië           | 8                | Nederland        | 14 (4) |              |              |  |  |        |        |
|  | 6 augustus       |                  | Nederland        | 14 (4) |              |              |  |  |        |        |
|  |                  | Spanje (PSO)     | 14 (5)           |        | Troostfinale | Troostfinale |  |  |        |        |
|  | Canada           | Spanje (PSO)     | 14 (5)           | 8      | Troostfinale | Troostfinale |  |  |        |        |
|  | Canada           |                  | 10 augustus      | 8      |              |              |  |  |        |        |
|  | Spanje           | 18               |                  |        |              |              |  |  |        |        |
|  | Spanje           | 18               | Verenigde Staten | 10     |              |              |  |  |        |        |
|  |                  |                  |                  |        |              |              |  |  |        |        |
|  | Nederland        | 11               |                  |        |              |              |  |  |        |        |
|  | Nederland        | 11               |                  |        |              |              |  |  |        |        |

### Wielersport

#### Baanwielrennen
Op basis van de UCI wereldranglijst van 15 april 2024 plaatsten de baanwielrenners zich voor de Olympische Spelen. 
Olympische sprint
| atleet               | onderdeel  | kwalificaties | kwalificaties | ronde 1                | herkansing 1           | ronde 2                | herkansing 2           | achtste finale         | kwartfinale            | halve finale           | BM/finale              | BM/finale      |
| atleet               | onderdeel  | tijd          | rang          | tegenstander resultaat | tegenstander resultaat | tegenstander resultaat | tegenstander resultaat | tegenstander resultaat | tegenstander resultaat | tegenstander resultaat | tegenstander resultaat | rang           |
| -------------------- | ---------- | ------------- | ------------- | ---------------------- | ---------------------- | ---------------------- | ---------------------- | ---------------------- | ---------------------- | ---------------------- | ---------------------- | -------------- |
| Steffie van der Peet | sprint (v) | 10,479        | 14 Q          | Clonan V 11,080        | Verdugo/ Bao W 11,155  | Finucane V 11,330      | Mitchell V 10,916      | niet geplaatst         | niet geplaatst         | niet geplaatst         | niet geplaatst         | niet geplaatst |
| Hetty van de Wouw    | sprint (v) | 10,263        | 8 Q           | Gaxiola W 10,883       | n.v.t.                 | Fulton W 10,769        | n.v.t.                 | Gros W 10,732          | Capewell W 2-0         | Friedrich V 1-2        | Finucane V 0-2         | 4              |
|                      |            |               |               |                        |                        |                        |                        |                        |                        |                        |                        |                |
| Jeffrey Hoogland     | sprint (m) | 9,293         | 6 Q           | Lendel W 9,933         | n.v.t.                 | Rudyk W 9,790          | n.v.t.                 | Awang W 9,772          | Turnbull W 2-1         | Richardson V 2-0       | Carlin V 2-1           | 4              |
| Harrie Lavreysen     | sprint (m) | 9,088 WR      | 1 Q           | Doernbach W 9,953      | n.v.t.                 | Helal W 9,902          | n.v.t.                 | Obara W 9,845          | Rudyk W 2-0            | Carlin W 2-0           | Richardson W 2-0       | Goud           |

Teamsprint
| atleet                                                | onderdeel      | kwalificatie | kwalificatie | eerste ronde       | eerste ronde | finale / BM                  | finale / BM |
| atleet                                                | onderdeel      | tijd         | rang         | tegenstander tijd  | rang         | tegenstander tijd            | rang        |
| ----------------------------------------------------- | -------------- | ------------ | ------------ | ------------------ | ------------ | ---------------------------- | ----------- |
| Kyra Lamberink Hetty van de Wouw Steffie van der Peet | teamsprint (v) | 46.086       | 4            | China W 45.798     | 3 Q          | Duitsland V 45.690           | 4           |
|                                                       |                |              |              |                    |              |                              |             |
| Roy van den Berg Harrie Lavreysen Jeffrey Hoogland    | teamsprint (m) | 41.279 OR    | 1            | Canada W 41.191 WR | 1 Q          | Groot-Brittannië W 40.949 WR | Goud        |

Keirin
| atleet               | onderdeel  | ronde 1 | herkansing | kwartfinale | halve finale   | finale         |
| atleet               | onderdeel  | rang    | rang       | rang        | rang           | rang           |
| -------------------- | ---------- | ------- | ---------- | ----------- | -------------- | -------------- |
| Steffie van der Peet | keirin (v) | 3       | 2 Q        | 4           | 4              | 10             |
| Hetty van de Wouw    | keirin (v) | 1 Q     | n.v.t.     | 1 Q         | 1 Q            | Zilver         |
|                      |            |         |            |             |                |                |
| Jeffrey Hoogland     | keirin (m) | 2 Q     | n.v.t.     | 5           | niet geplaatst | niet geplaatst |
| Harrie Lavreysen     | keirin (m) | 1 Q     | n.v.t.     | 1 Q         | 2 Q            | Goud           |

Koppelkoers
| atleet                            | onderdeel       | finale       | finale       | finale       | finale |
| atleet                            | onderdeel       | rondespunten | sprintpunten | puntentotaal | rang   |
| --------------------------------- | --------------- | ------------ | ------------ | ------------ | ------ |
| Lisa van Belle Maike van der Duin | koppelkoers (v) | 20           | 8            | 28           | Brons  |
|                                   |                 |              |              |              |        |
| Yoeri Havik Jan-Willem van Schip  | koppelkoers (m) | 0            | 15           | 15           | DSQ    |

Omnium
| atlete               | onderdeel  | scratchrace | scratchrace | temporace | temporace | afvalkoers | afvalkoers | puntenkoers | puntenkoers | totaal | rang |
| atlete               | onderdeel  | punten      | rang        | punten    | rang      | punten     | rang       | punten      | rang        | totaal | rang |
| -------------------- | ---------- | ----------- | ----------- | --------- | --------- | ---------- | ---------- | ----------- | ----------- | ------ | ---- |
| Maike van der Duin   | omnium (v) | 34          | 4           | 2         | 20        | 28         | 7          | 42          | 4           | 106    | 6    |
|                      |            |             |             |           |           |            |            |             |             |        |      |
| Jan-Willem van Schip | omnium (m) | 34          | 4           | 16        | 13        | 1          | 21         | 0           | 15          | 51     | 15   |

#### BMX
Mannen
Race
| atleet            | onderdeel | kwartfinale | kwartfinale | halve finale   | halve finale   | finale         | finale         |
| atleet            | onderdeel | punten      | rang        | punten         | rang           | uitslag        | rang           |
| ----------------- | --------- | ----------- | ----------- | -------------- | -------------- | -------------- | -------------- |
| Jaymio Brink      | race      | 17          | 17 Q        | 17             | 10             | niet geplaatst | niet geplaatst |
| Dave van der Burg | race      | 16          | 15          | niet geplaatst | niet geplaatst | niet geplaatst | niet geplaatst |

Vrouwen
Race
| atlete         | onderdeel | kwartfinale | kwartfinale | halve finale | halve finale | finale         | finale         |
| atlete         | onderdeel | punten      | rang        | punten       | rang         | uitslag        | rang           |
| -------------- | --------- | ----------- | ----------- | ------------ | ------------ | -------------- | -------------- |
| Laura Smulders | race      | 8           | 6 Q         | 8            | 6 Q          | 35.745         | 4              |
| Merel Smulders | race      | 11          | 10 Q        | 19           | 12           | niet geplaatst | niet geplaatst |
| Manon Veenstra | race      | 7           | 5 Q         | 7            | 5 Q          | 34.954         | Zilver         |

#### Wegwielrennen
Op basis van de UCI wereldranglijst van 17 oktober 2023 plaatsten de wegwielrenners zich voor de Olympische Spelen. 
Mannen
| Wielrenner(s)        | Onderdeel           | Tijd     | Plaats |
| -------------------- | ------------------- | -------- | ------ |
| Dylan van Baarle     | Wegwedstrijd        | 6:23.16  | 36     |
| Daan Hoole           | Wegwedstrijd        | 6:41.17  | 72     |
| Daan Hoole           | Individuele tijdrit | 38:06.68 | 17     |
| Mathieu van der Poel | Wegwedstrijd        | 6:21.23  | 12     |

Vrouwen
| Wielrenster(s) | Onderdeel           | Tijd     | Plaats |
| -------------- | ------------------- | -------- | ------ |
| Ellen van Dijk | Wegwedstrijd        | 4:04.18  | 58     |
| Ellen van Dijk | Individuele tijdrit | 42:21.76 | 11     |
| Demi Vollering | Wegwedstrijd        | 4:04.23  | 34     |
| Demi Vollering | Individuele tijdrit | 41:29.80 | 5      |
| Marianne Vos   | Wegwedstrijd        | 4:00.12  | Zilver |
| Lorena Wiebes  | Wegwedstrijd        | 4:02.54  | 11     |

#### Mountainbike
Vrouwen
| atlete        | onderdeel    | tijd    | rang |
| ------------- | ------------ | ------- | ---- |
| Puck Pieterse | mountainbike | 1:29.25 | 4    |
| Anne Terpstra | mountainbike | 1:31.35 | 9    |

### Zeilen
Mannen
| Zeiler(s)          | Onderdeel | Voorrondes | Voorrondes | Voorrondes | Voorrondes | Voorrondes | Voorrondes | Voorrondes | Voorrondes | Voorrondes | Voorrondes | Voorrondes | Voorrondes | Voorrondes | Kwartfinale | Halve finale | Finale | Plaats |
| Zeiler(s)          | Onderdeel | 1          | 2          | 3          | 4          | 5          | 6          | 7          | 8          | 9          | 10         | 11         | 12         | 13         | Kwartfinale | Halve finale | Finale | Plaats |
| ------------------ | --------- | ---------- | ---------- | ---------- | ---------- | ---------- | ---------- | ---------- | ---------- | ---------- | ---------- | ---------- | ---------- | ---------- | ----------- | ------------ | ------ | ------ |
| Luuc van Opzeeland | IQFoil    | DSQ        | 9          | 2          | 1          | 6          | 1          | 3          | DSQ        | 11         | 14         | 15         | 1          | 6          | 1           | 1            | 3      | Brons  |

| Zeiler(s)                          | Onderdeel | Race | Race | Race | Race | Race | Race | Race | Race | Race   | Race   | Race   | Race   | Race           | Punten | Plaats |
| Zeiler(s)                          | Onderdeel | 1    | 2    | 3    | 4    | 5    | 6    | 7    | 8    | 9      | 10     | 11     | 12     | M*             | Punten | Plaats |
| ---------------------------------- | --------- | ---- | ---- | ---- | ---- | ---- | ---- | ---- | ---- | ------ | ------ | ------ | ------ | -------------- | ------ | ------ |
| Duko Bos                           | ILCA 7    | 1    | 20   | 29   | 27   | 14   | 16   | 4    | 28   | n.v.t. | n.v.t. | n.v.t. | n.v.t. | niet geplaatst | 110    | 15     |
| Bart Lambriex Floris van de Werken | 49er      | 13   | 1    | 7    | 16   | 7    | 11   | 19   | 6    | 7      | 13     | 1      | 13     | 4              | 118    | 6      |

Vrouwen
| Zeilster(s)       | Onderdeel    | Voorrondes | Voorrondes | Voorrondes | Voorrondes | Voorrondes | Voorrondes | Voorrondes | Voorrondes | Voorrondes | Voorrondes | Voorrondes | Voorrondes | Voorrondes | Voorrondes | Halve finale(s) | Halve finale(s) | Halve finale(s) | Halve finale(s) | Halve finale(s) | Halve finale(s) | Finales(s)     | Finales(s)     | Finales(s)     | Finales(s)     | Finales(s)     | Finales(s)     | Plaats |
| Zeilster(s)       | Onderdeel    | 1          | 2          | 3          | 4          | 5          | 6          | 7          | 8          | 9          | 10         | 11         | 12         | 13         | 14         | 1               | 2               | 3               | 4               | 5               | 6               | 1              | 2              | 3              | 4              | 5              | 6              | Plaats |
| ----------------- | ------------ | ---------- | ---------- | ---------- | ---------- | ---------- | ---------- | ---------- | ---------- | ---------- | ---------- | ---------- | ---------- | ---------- | ---------- | --------------- | --------------- | --------------- | --------------- | --------------- | --------------- | -------------- | -------------- | -------------- | -------------- | -------------- | -------------- | ------ |
| Sara Wennekes     | IQFoil       | 10.3       | 12         | 21         | 15         | 4          | 10         | 19         | 16         | 8          | 15         | 20         | 12         | 17         | 16         | niet geplaatst  | niet geplaatst  | niet geplaatst  | niet geplaatst  | niet geplaatst  | niet geplaatst  | niet geplaatst | niet geplaatst | niet geplaatst | niet geplaatst | niet geplaatst | niet geplaatst | 16     |
| Annelous Lammerts | Formula Kite | 14         | 4          | 5          | 5          | 7          | 2          | n.v.t.     | n.v.t.     | n.v.t.     | n.v.t.     | n.v.t.     | n.v.t.     | n.v.t.     | n.v.t.     | 1               | n.v.t.          | n.v.t.          | n.v.t.          | n.v.t.          | n.v.t.          | 4              | 2              | n.v.t.         | n.v.t.         | n.v.t.         | n.v.t.         | Brons  |

| Zeilster(s)                     | Onderdeel | Race | Race | Race | Race | Race | Race | Race | Race | Race | Race | Race   | Race   | Race   | Race   | Race   | Race | Punten | Plaats |
| Zeilster(s)                     | Onderdeel | 1    | 2    | 3    | 4    | 5    | 6    | 7    | 8    | 9    | 10   | 11     | 12     | 13     | 14     | 15     | M*   | Punten | Plaats |
| ------------------------------- | --------- | ---- | ---- | ---- | ---- | ---- | ---- | ---- | ---- | ---- | ---- | ------ | ------ | ------ | ------ | ------ | ---- | ------ | ------ |
| Marit Bouwmeester               | ILCA 6    | 4    | 1    | 2    | 4    | 2    | 3    | 3    | 11   | 20   | ADN  | n.v.t. | n.v.t. | n.v.t. | n.v.t. | n.v.t. | 4    | 38     | Goud   |
| Odile van Aanholt Annette Duetz | 49erFX    | 5    | 1    | 1    | 10   | 8    | 5    | 19   | 3    | 2    | 16   | 4      | 14     | n.v.t. | n.v.t. | n.v.t. | 3    | 74     | Goud   |

Gemengd
| Zeil(st)er(s)                     | Onderdeel | Race | Race | Race | Race | Race | Race | Race | Race | Race | Race | Race | Race | Race | Punten | Plaats |
| Zeil(st)er(s)                     | Onderdeel | 1    | 2    | 3    | 4    | 5    | 6    | 7    | 8    | 9    | 10   | 11   | 12   | M*   | Punten | Plaats |
| --------------------------------- | --------- | ---- | ---- | ---- | ---- | ---- | ---- | ---- | ---- | ---- | ---- | ---- | ---- | ---- | ------ | ------ |
| Bjarne Brouwer Laila van der Meer | Nacra 17  | 4    | DNF  | 9    | 7    | 8    | 8    | 6    | 7    | 3    | 2    | 11   | 5    | 8    | 78     | 6      |

M = Medal race

### Zwemmen
De Nederlandse zwemmers wisten zich te plaatsen voor het Olympisch Zwemtoernooi door de gevraagde kwalificatietijden te zwemmen op de voorbereidende evenementen.
Mannen
| Atleet                                                         | Onderdeel              | Series    | Series | Halve finale   | Halve finale   | Finale         | Finale         |
| Atleet                                                         | Onderdeel              | Tijd      | Rang   | Tijd           | Rang           | Tijd           | Rang           |
| -------------------------------------------------------------- | ---------------------- | --------- | ------ | -------------- | -------------- | -------------- | -------------- |
| Kenzo Simons                                                   | 50 m vrije slag        | 22,15     | 27     | niet geplaatst | niet geplaatst | niet geplaatst | niet geplaatst |
| Renzo Tjon-A-Joe                                               | 50 m vrije slag        | 22,10     | 23     | niet geplaatst | niet geplaatst | niet geplaatst | niet geplaatst |
| Sean Niewold                                                   | 100 m vrije slag       | 48,82     | 23     | niet geplaatst | niet geplaatst | niet geplaatst | niet geplaatst |
| Kai van Westering                                              | 100 m rugslag          | 54,21     | 21     | niet geplaatst | niet geplaatst | niet geplaatst | niet geplaatst |
| Kai van Westering                                              | 200 m rugslag          | 1.58,99   | 23     | niet geplaatst | niet geplaatst | niet geplaatst | niet geplaatst |
| Caspar Corbeau                                                 | 100 m schoolslag       | 59,04     | 1 Q    | 59,24          | 5 Q            | 59,98          | 8              |
| Arno Kamminga                                                  | 100 m schoolslag       | 59,39     | 4 Q    | 59,12          | 3 Q            | 59,32          | 6              |
| Caspar Corbeau                                                 | 200 m schoolslag       | 2.09,78   | 4 Q    | 2.09,52        | 4 Q            | 2.07,90        | Brons          |
| Arno Kamminga                                                  | 200 m schoolslag       | 2.10,53   | 12 Q   | DNS            | DNS            | DNS            | DNS            |
| Nyls Korstanje                                                 | 100 m vlinderslag      | 51,17     | 8 Q    | 50,59          | 4 Q            | 50,83          | 6              |
| Kai van Westering Arno Kamminga Nyls Korstanje Stan Pijnenburg | 4x100 meter wisselslag | 3.31,80 Q | 4      | n.v.t.         | n.v.t.         | 3.32,52        | 8              |

Vrouwen
| Zwemmster(s)                                                       | Onderdeel              | Voorrondes | Voorrondes | Halve finale   | Halve finale   | Finale         | Finale         |
| Zwemmster(s)                                                       | Onderdeel              | Tijd       | Plaats     | Tijd           | Plaats         | Tijd           | Plaats         |
| ------------------------------------------------------------------ | ---------------------- | ---------- | ---------- | -------------- | -------------- | -------------- | -------------- |
| Valerie van Roon                                                   | 50 m vrije slag        | 24,72      | 15 Q       | 24,67          | 12             | niet geplaatst | niet geplaatst |
| Kim Busch                                                          | 50 m vrije slag        | 24,87      | =18        | niet geplaatst | niet geplaatst | niet geplaatst | niet geplaatst |
| Marrit Steenbergen                                                 | 100 m vrije slag       | 53,22      | 4 Q        | 52,86          | 5 Q            | 52,83          | 7              |
| Maaike de Waard                                                    | 100 m rugslag          | 1.00,12    | 13 Q       | 1.00,22        | 13             | niet geplaatst | niet geplaatst |
| Kira Toussaint                                                     | 100 m rugslag          | 59,84      | 10 Q       | 1.00,37        | 14             | niet geplaatst | niet geplaatst |
| Tes Schouten                                                       | 100 m schoolslag       | 1.06,66    | 14 Q       | 1.06,56        | 10             | niet geplaatst | niet geplaatst |
| Tes Schouten                                                       | 200 m schoolslag       | 2.23,08    | 2 Q        | 2.22,74        | 3 Q            | 2.21,05        | Brons          |
| Tessa Giele                                                        | 100 m vlinderslag      | 57,89      | 15         | 57,91          | 15             | niet geplaatst | niet geplaatst |
| Marrit Steenbergen                                                 | 200 m wisselslag       | 2.13,21    | 20         | niet geplaatst | niet geplaatst | niet geplaatst | niet geplaatst |
| Kim Busch Tessa Giele Sam van Nunen Marrit Steenbergen             | 4x100 meter vrije slag | 3.36,78    | 4          | n.v.t.         | n.v.t.         | niet geplaatst | niet geplaatst |
| Silke Holkenborg Imani de Jong Janna van Kooten Marrit Steenbergen | 4x200 meter vrije slag | 7.75,58    | 12         | n.v.t.         | n.v.t.         | niet geplaatst | niet geplaatst |
| Maaike de Waard Tes Schouten Tessa Giele Marrit Steenbergen        | 4x100 meter wisselslag | 3.57,48    | 8 Q        | n.v.t.         | n.v.t.         | 3.59,52        | 8              |
| Sharon van Rouwendaal                                              | 10 km openwater        | n.v.t.     | n.v.t.     | n.v.t.         | n.v.t.         | 2:03.34,2      | Goud           |

Gemengd
| Zwemm(st)ers                                                                                  | Onderdeel              | Voorrondes | Voorrondes | Halve finale | Halve finale | Finale  | Finale |
| Zwemm(st)ers                                                                                  | Onderdeel              | Tijd       | Plaats     | Tijd         | Plaats       | Tijd    | Plaats |
| --------------------------------------------------------------------------------------------- | ---------------------- | ---------- | ---------- | ------------ | ------------ | ------- | ------ |
| Kai van Westering Caspar Corbeau Tessa Giele Marrit Steenbergen Kira Toussaint Nyls Korstanje | 4x100 meter wisselslag | 3.43,60    | 4 Q        | n.v.t.       | n.v.t.       | 3.43,12 | 6      |